# 朱充燿
代昭王朱充燿（1497年—1547年），明朝第五代代王，懿王朱俊杖的庶第一子。他在正德五年（1510年）受封泰順王，嘉靖九年（1530年）襲封代王。他在位十七年。嘉靖二十六年（1547年）朱充燿去世，兩年後其子朱廷埼就嗣位。
| 無 原因：明政府封之   | 明泰順國國王 1510年－1530年 | 無 原因：襲封代國，封國廢除 |
| 前任者： 父懿王朱俊杖 | 明代國國王 1530年－1547年   | 繼任： 子恭王朱廷埼         |